# Alma Luz Villanueva
Alma Luz Villanueva, född 4 oktober 1944 i Lompoc, Kalifornien, är en amerikansk författare.
Villanueva tillhör de främsta feministiska författarna inom chicanolitteraturen, det vill säga litteratur av amerikaner med mexikanskt ursprung och hennes författarskap är djupt rotat i egna erfarenheter. Villanueva har givit ut diktsamlingar som Blood Root (1977), Life Span (1985) och Soft Chaos (2009) och romaner som The Ultraviolet Sky (1987), Naked Ladies (1994) och Song of the Golden Scorpion (2013).